# Cornelis Willem Opzoomer

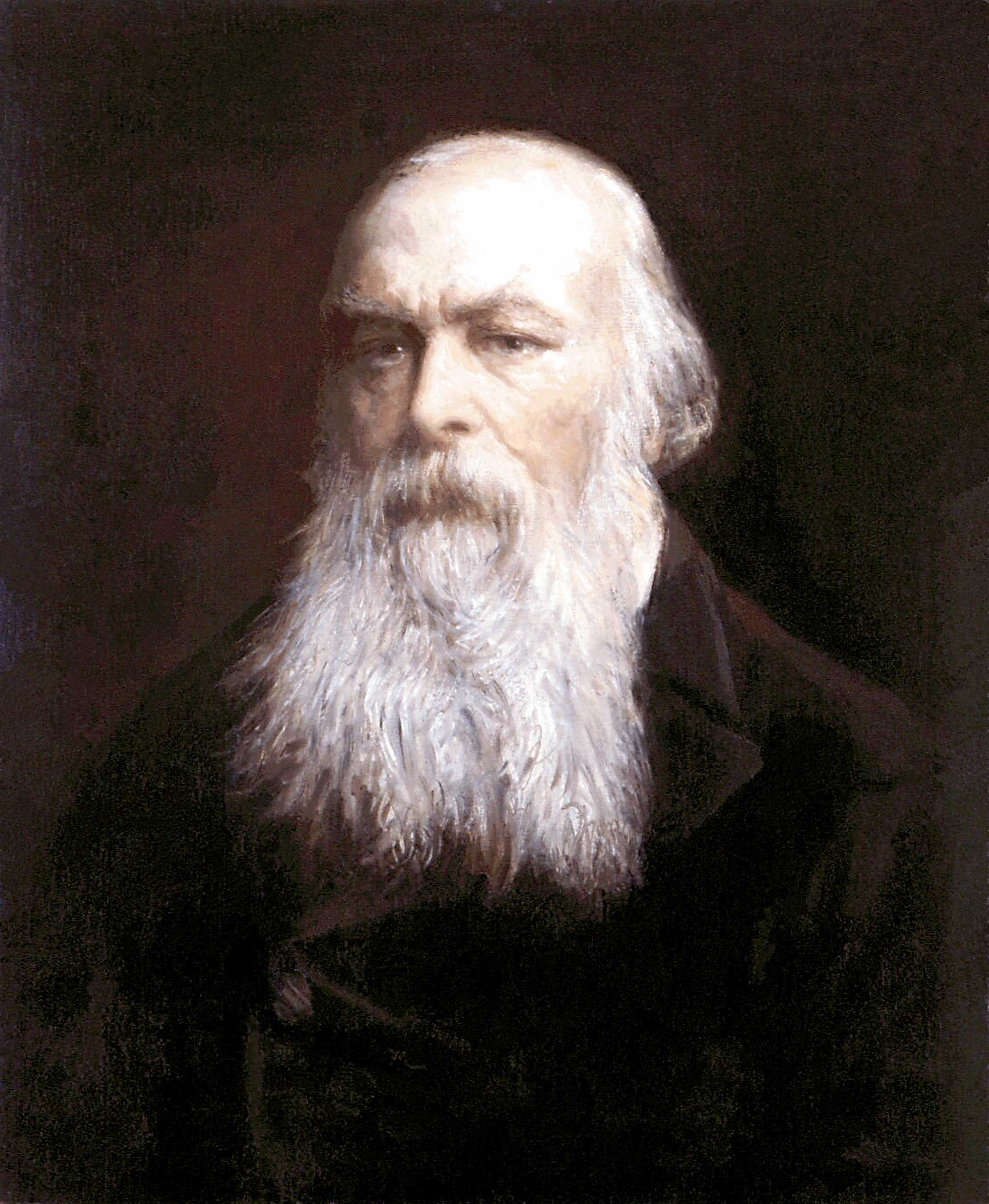
Cornelis Willem Opzoomer

Cornelis Willem Opzoomer (* 20. September 1821 in Rotterdam; † 22. August 1892 in Oosterbeek) war ein niederländischer Jurist, Philosoph, Literaturwissenschaftler und Logiker. 

## Leben
Cornelis Willem war der Sohn des Kassierers Cornelis Opzoomer und dessen Frau Geertrui Vogel. Seine Kindheitsjahre erlebte er glücklich in einem streng kalvinistischen Elternhaus. Er besuchte das Erasmusgymnasium in Rotterdam und begann 1839 ein Studium der Rechtswissenschaften an der Universität Leiden. Daneben interessierte er sich für philosophische Fragen, Literatur, Theologie und Naturwissenschaften. Dabei besuchte er unter anderem die Vorlesungen bei Johan Rudolf Thorbecke, Petrus Hofman Peerlkamp, John Bake, Frederik Kaiser, Jan van der Hoeven und Johannes Henricus Scholten. So kam er in Kontakt mit den Ideen von Karl Christian Friedrich Krause, welcher Opzoomer für eine Philosophie des Glaubens und der Vernunft begeisterte. Während seiner Studienzeit entstanden auch Freundschaften mit Joël Emanuel Goudsmit, Reinhart Dozy und Matthias de Vries.
Schon als Student wurde Opzoomer mit mehreren Preisen ausgezeichnet. Er genoss bei seinen Lehrern hohes Ansehen und promovierte am 31. Oktober 1845 in Leiden mit der Abhandlung De naturali obligatione zum Doktor der Rechte. Am 21. Januar 1846 wurde Opzoomer zum außerordentlichen Professor der Philosophie und Literatur an die Universität Utrecht berufen, welche Aufgabe er am 9. Juni 1846 mit der Rede De wijsbegeerte, den mensch met zich zelven verzoenende übernahm. Damit hatte er quasi ein Tabu gebrochen, denn alle Antrittsreden wurden zu jener Zeit in lateinischer Sprache verfasst. Noch im selben Jahr erhielt er von der Leidener Hochschule die Ehrendoktorwürde der Philosophie, erhielt am 3. Februar 1854 eine Berufung als ordentlicher Professor der Geschichte, Philosophie, Logik, Metaphysik und Psychologie, welche er am 23. Juni 1854 antrat. 
Wie sehr er anerkannt war, zeigt sich unter anderem darin, das er als außerordentlicher Professor 1851/52 zum Rektor der Alma Mater gewählt wurde. 1856 wurde er Mitglied der Königlich Niederländischen Akademie der Wissenschaften, wessen Vorsitz er ab 1862 innehatte. Zudem war er Mitglied mehrerer Gelehrtengesellschaften seiner Zeit. So soll hier seine Ehrenmitgliedschaft in der Gesellschaft Natura Artis Magistra und sein 1870 erfolgter Vorsitz der Gesellschaft zum Nutzen der Allgemeinheit erwähnt sein. Im September 1886 zog sich Opzoomer ins Landleben zurück. Seine letzte Lebensstätte befand sich in der Weverstraat in Oosterbeek. Nachdem er am 16. September 1890 aus gesundheitlichen Gründen ehrenvoll aus seiner Professur entlassen worden war, verstarb er dort. 
Als Vertreter des niederländischen Modernismus vertrat Opzoomer in der Philosophie eine Art Empirismus, schied aber das Gebiet des Glaubens von dem des Wissens, indem er als Quellen für die Erkenntnis auch das sittliche und das religiöse Gefühl annahm. Als Rechtswissenschaftler ist vor allem seine Arbeit am niederländischen Zivilgesetzbuch (Het burgerlijke wetboek) hervorzuheben, welches er bis zum zwölften Band selbst begleitet hatte und danach durch andere Juristen bis zum 16. Band fortgesetzt wurde.

## Familie
Opzoomer verheiratete sich am 19. Oktober 1848 in Utrecht mit Adelaide (Adèle) Catharine Josepha Ackersdijck (* 19. Dezember 1826 in Lüttich; † 27. Januar 1900 in 's-Gravenhage?), die Tochter des Jan Ackersdijck und der Maria Anna Wallerthum (auch: Walterthum * 1804 in Stolberg (Rheinland); † 24. Oktober 1883 in Utrecht). Aus der Ehe stammen zwei Söhne und zwei Töchter. Von diesen kennt man:
- Emile Opzoomer (* 11. Februar 1850 in Utrecht; † 20. März 1905 in Veldwijk) wurde Jurist verh. Johanna Lijntje Wijndelts (* 18. Juni 1869 in Groningen; † 18. Juli 1892 in Zwolle)
- Adelaide Mathilde Albertine Opzoomer (* 18. Januar 1855 in Utrecht; † 5. Juni 1855 ebenda)
- Adèle Sophia Cordelia Opzoomer (* 21. Juli 1856 in Utrecht; † 27. Dezember 1925 in Rotterdam) verh. 5. Juli 1888 in Utrecht mit ungarischen Pfarrer Geiza Antal de Felso Geller (* um 1870 in Tata (Ungarn))
- Walter Robert Edmund Henri Opzoomer (* 2. Juni 1865 Utrecht; † 5. März 1896 in Hellevoetsluis) wurde Bürgermeister von Hellevoetsluis

## Werke (Auswahl)
- Andwoord aan Mr. I. da Costa, ter wederlegging van het stukjen. Rekenschap van gevoelens bij gelegenheid van den strijd over het Adres aan de Hervormde Gemeente in Nederland. Leiden 1843
- Dissertatio juridica inauguralis de naturali obligatione. Leiden 1845 (Online)
- De wijsbegeerte: den mensch met zich zelven verzoenende. Leiden 1846 (Online)
- De gevoelsleer van Dr. J. J. van Oosterzee, beoordeeld. Amsterdam 1846
- De leer des Vaders, des Zoons en des Heiligen Geestes : eene verhandeling van dr. J. H. Scholten, hoogleraar te Leiden, wijsgeerig beoordeeld. Leiden 1846
- De beschuldigingen van Dr. J.H. Scholten uit de bronnen wederlegd. Utrecht 1846
- Eenheid in het noodige, vrijheid in het twijfelachtige, in alles de liefde. Leiden 1847 (Online)
- Het Wezen der Deugd. Voorlezingen, in den winter van 1847-1848 te Utrecht uitgesproken. Leiden & Amsterdam 1848 (Online)
- De belangen van het hooger onderwijs : memorie, aan zijne Majesteit den Koning, naar aanleiding van het ministeriëele rapport van 13 November 1848. Leiden 1848
- Aanteekening op de wet, houdende algemeene bepalingen der wetgeving van het Koningrijk. Leiden & Amsterdam 1848 (Online), Amsterdam 1857 (Online), Amsterdam 1873
- Het burgerlijke wetboek. Leiden & Amsterdam 1849–1852  (3. Bd. Online), 2. Aufl. Amsterdam 1857 (2. Bd. Online), 1865–1892 weitere Auflagen
- Volkswil en vrije verkiezingen. Leiden & Amsterdam 1848 (Online)
- De souvereiniteit des volks. Leiden & Amsterdam 1849 (Online)
- De hervorming onzer hoogescholen. Leiden & Amsterdam 1849 (Online)
- De twijfel des tijds, de wegwijzer der toekomst. Leiden & Amsterdam 1850 (Online)
- De weg der wetenschap. Een handboek der logika. Leiden & Amsterdam 1851; deutsch übersetzt: Die Methode der Wissenschaft. Ein Handbuch der Logik. Utrecht 1852 (Online)
- De staatkunde van Edmund Burke. Amsterdam 1852; deutsch unter dem Titel: Conservatismus und Reform. Eine Abhandlung über Edmund Burke's Politik. Utrecht & Leipzig 1852 (Online)
- Oratio de philosophiae natura. Amsterdam 1852 (Online)
- Het karakter der wetenschap. Amsterdam 1853 (Online)
- Staatsregtelijk onderzoek. Amsterdam 1854 (Online)
- De restauratie. Amsterdam 1854 (Online)
- Toespraak, gehouden aan het graf van onzen waardigen vriend, den Wel Edelen Heer Nicolaas Wouter van Doesburgh, op den 25 Januarij 1854. Wijk, 1854 (Online)
- Aanteekeningen op Shakespeare's treurspel: Macbeth. Amsterdam 1854 (Online)
- Wetenschap en Wijsbegeerte. Amsterdam 1857 (Online)
- De weg tot hervorming onzer gevangenissen. Amsterdam 1857 (Online)
- Twee stemmen uit de cellulaire gevangenis. 1857 (Online)
- Natuurkennis en Natuurpoëzie. Amsterdam 1858 (Online)
- Lessing, de vriend der waarheid. Amsterdam 1858 (Online)
- De waarheid en hare kenbronnen. Amsterdam 1859, 2. Aufl. Amsterdam 1862 (Online)
- Het teeken des tijds. Amsterdam 1859 (Online)
- Julius Caesar. Amsterdam 1860 (Online)
- Geschiedenis en Wijsbegeerte. Amsterdam 1860 (Online)
- Cartesius. Amsterdam 1861 (Online)
- De geest der nieuwe rigting. Amsterdam 1862 (Online)
- Het wezen der kennis. Een leesboek der Logika. Amsterdam 1863 (Online)
- De orthodoxie aan het staatsroer. Amsterdam 1863 (Online)
- Wat dunkt U van den Christus? Amsterdam 1863 (Online)
- Naar aanleiding van een testament: open brief aan Dr. M. de Vries. Amsterdam 1863 (Online)
- De godsdienst. Amsterdam 1864
- De waarborgen van onzen vooruitgang. Amsterdam 1864 (Online)
- Oud of nieuw? Amsterdam 1865 (Online)
- De Vertegenwoordiging volgens de Nederlandsche grondwet. Amsterdam 1866 (Online)
- Nog eens: Oud of nieuw? Antwoord aan Dr. J.I. Doedes. Amsterdam 1866
- De Wetenschap, haar Vrucht, haar gang en haar Regt. Amsterdam 1867 (Online)
- Göthe's Godsdienst. Amsterdam 1868 (Online)
- Antigone. Utrecht 1868 (Online)
- De vrucht der godsdienst. Amsterdam 1868 (Online)
- De vrije volksschool. Amsterdam 1868 (Online)
- De vrije Wetenschap. Amsterdam 1869 (Online)
- Een woord tot mijne katholieke landgenooten. Amsterdam 1869 (Online)
- Die Religion. Elberfeld 1868 (Online)
- Frankrijk's onrecht in den oorlog van 1870. Amsterdam 1870 (Online); deutsch unter dem Titel: Das Unrecht Frankreichs im Kriege von 1870. Die Bonapartes und das Recht Deutschlands auch nach Sedan. Berlin 1871 (Online)
- Aanspraak bij de opening van de 85ste Algemeene Vergadering der Maatschappij. 1870 (Online)
- 1846-1871: redevoering op den dag zijner 25-jarige ambtsbediening. Amsterdam 1871 (Online)
- Een nieuwe kritiek der wijsbegeerte. Amsterdam 1871 (Online)
- Thorbecke: een woord van hulde, in de Koninklijke Akademie van Wetenschappen. Amsterdam 1872 (Online)
- Vrijheid en onfeilbaarheid. Amsterdam 1872 (Online)
- De grenzen der staatsmacht. Amsterdam 1873 (Online)
- Onze achterlijkheid in de kunst der wetgeving : aangetoond vooral in die artikelen der grondwet, die aan het onderwijs gewijd zijn. Amsterdam 1873
- Onze godsdienst. Amsterdam 1874
- Het wezen en de grenzen der kunst. Leiden 1875
- Scheiding van kerk en staat. Amsterdam 1875
- In welken geest is onze Grondwet te verstaan? Den Haag, 1883
- Hugo de Groot herdacht in de Koninklijke Akademie van Wetenschappen. 1883
- Losse bladen. Den Haag 1886–1887, 3. Bde.